# Meliha İsmailoğlu
Meliha İsmailoğlu est une joueuse de volley-ball bosnienne naturalisée turque née le 17 septembre 1993 à Donja Međiđa (Bosnie-Herzégovine). Elle mesure 1,88 m et joue au poste de réceptionneuse-attaquante. Elle totalise 114 sélections en équipe de Turquie.

## Clubs
| Club                 | De        | À         |
| -------------------- | --------- | --------- |
| İller Bankası Ankara | 2010-2011 | 2013-2014 |
| Fenerbahçe İstanbul  | 2014-2015 | 2016-2017 |
| Eczacıbaşı İstanbul  | 2017-2018 | 2018-2019 |
| Vakıfbank İstanbul   | 2019-2020 | …         |

## Palmarès

### Équipe nationale
- Ligue des nations
  - Finaliste : 2018.
- Championnat d'Europe
  - Finaliste : 2019.
- Ligue européenne
  - Vainqueur : 2014[3]
- Jeux européen
  - Vainqueur : 2015[4]
- Championnat du monde des moins de 23 ans
  - Finaliste : 2015.

### Clubs
- Coupe de la CEV
  - Vainqueur : 2018.
- Championnat de Turquie
  - Vainqueur: 2015, 2017.
  - Finaliste : 2016, 2018, 2019.
- Coupe de Turquie
  - Vainqueur: 2015, 2017, 2019.
  - Finaliste : 2018.
- Supercoupe de Turquie
  - Vainqueur: 2015, 2018.
  - Finaliste : 2014, 2019, 2020.